# Machimus gonatistes
Machimus gonatistes är en tvåvingeart som först beskrevs av Philipp Christoph Zeller 1840.  Machimus gonatistes ingår i släktet Machimus och familjen rovflugor. Arten har ej påträffats i Sverige. Inga underarter finns listade i Catalogue of Life.